# Lauri Kivekäs (politiker)
Lauri (Gustaf Laurentius) Kivekäs (till 1876 Stenbäck), född 12 juli 1852 i Alavo, död 26 mars 1893 i Helsingfors, var en finländsk advokat och politiker. Han var från 1887 gift med skådespelaren Ida Aalberg.
Kivekäs blev filosofie kandidat 1875 och juris kandidat 1883. Redan under studieåren blev han känd som en radikal fennoman och var en mycket uppburen som studentpolitiker. Han grundade 1880 den språkpolitiska föreningen K.P.T., vars syfte var att fullständigt undantränga svenskan från det offentliga livet. Han var 1885 och 1891 ledamot av Finlands lantdag för borgarståndet.